# Thuin
Thuin (vallonska: Twin) är en kommun i södra Belgien. Den ligger i Arrondissement de Thuin i provinsen Hainaut och regionen Vallonien, 60 km söder om huvudstaden Bryssel. Antalet invånare är 14 688.
Trakten runt Thuin består till största delen av jordbruksmark. Runt Thuin är det ganska tätbefolkat, med 78 invånare per kvadratkilometer.